# Драгомир Рацић
Драгомир Драган Рацић (Београд, 5. април 1947 — Будва, 17. јул 2019) био је југословенски и српски фудбалски голман.

## Приватан живот
Рођен је 1947. године у Београду. Због здравствених проблема и лошег лечења остао је без обе ноге. Преминуо је 17. јула 2019. године у Будви.

Увек кад дођем у Звезду приме ме са много поштовања. Ја Црвену звезду волим много, она ми је много пружила и ја сам покушао да јој узвратим што више могу.

   — Драгомир Рацић

## Каријера
Рацић је током каријере бранио за Црвенку и Борово, а у периоду 1966—1974 за Црвену звезду, на 21 утакмици, а рачунајући и пријатељске утакмице у свим такмичењима укупно је забележио 192 наступа за Црвену звезду. Учествовао је у освајању Митропа купа 1968. године, када је Црвена звезда у финалу победила Спартак Трнаву. Током две сезоне, док је био играч Звезде, био је на позајмици у Сутјесци Никшић. У периоду 1974—1982. године наступао је за шпански Кастељон, за који је забележио 276 наступа и постигао 8 голова.